# Franklin (contea di Somerset, New Jersey)
Franklin è un comune (township) degli Stati Uniti d'America, nella contea di Somerset, nello Stato del New Jersey.

## Località
Il comune comprende i census-designated place di:
- Blackwells Mills
- Clyde
- East Franklin
- East Millstone
- East Rocky Hill
- Franklin Center
- Franklin Park
- Griggstown
- Kingston
- Middlebush
- Pleasant Plains
- Six Mile Run
- Somerset
- Ten Mile Run
- Voorhees
- Weston
- Zarephath